# Thomas Ender

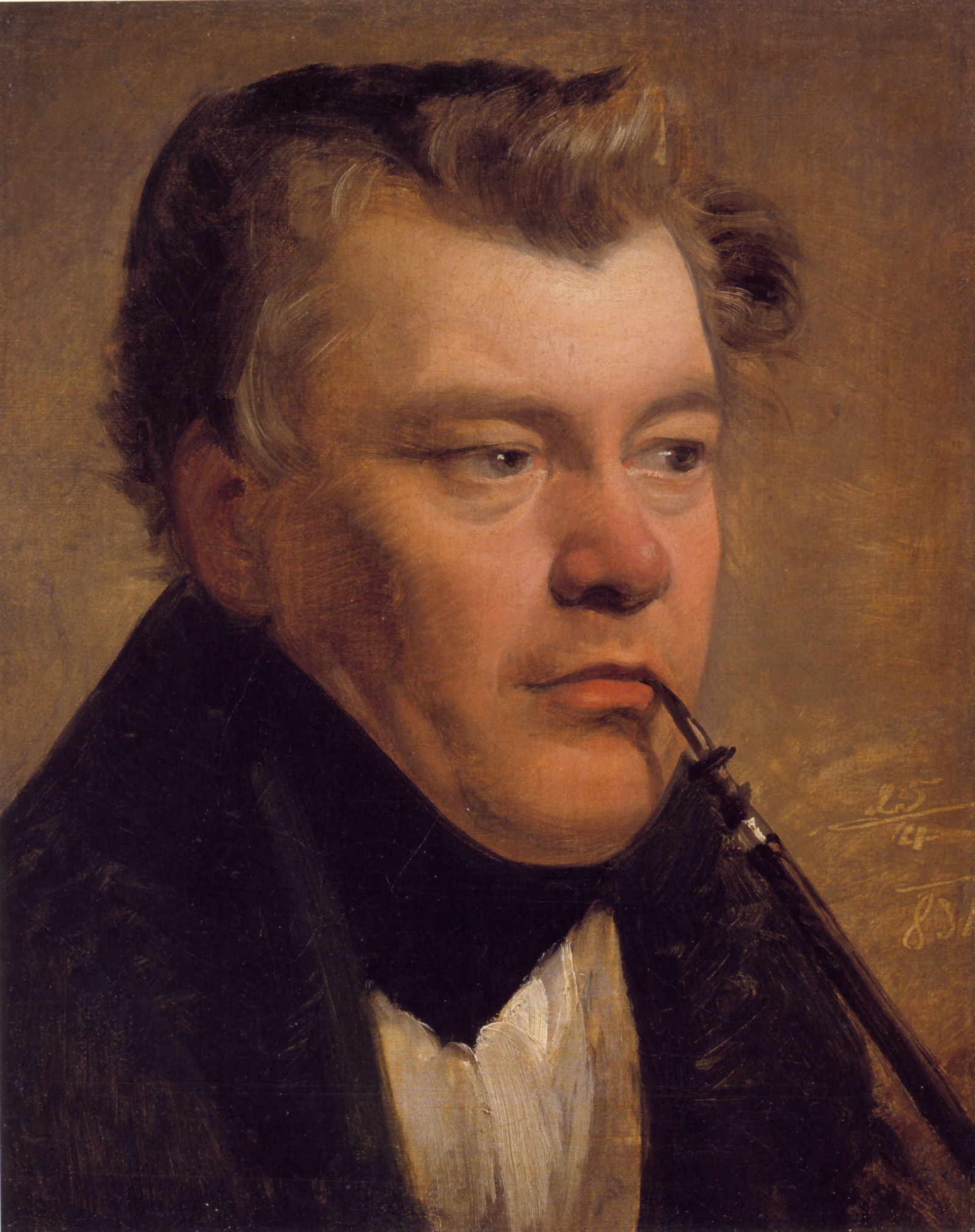
Friedrich von Amerling

Thomas Ender (3 de noviembre de 1793 Viena - 28 de septiembre de 1875 Viena) fue un pintor austriaco.

## Biografía
Él era el hermano gemelo de Johann Ender. También estudió en la Academia de Bellas Artes de Viena con el profesor Joseph Mössmer, convirtiéndose en un notable pintor de paisajes. Ganó el primer premio en la Academia de Viena en 1816. Fue a Brasil con la Expedición científica austríaca al Brasil en 1817, de donde trajo casi un millar de dibujos y acuarelas. Visitó Italia, Palestina, Grecia y París. En 1836, se convirtió en corrector y más tarde profesor en la Academia de Viena, ocupando esa silla hasta 1849.

## Obras
Entre sus obras destacan:
- “View of Grossglockner”
- “Castle Tyrol”
- “Coast of Sorento”
- “View of Rio de Janeiro” (Vienna Academy)
- “Chapel in the Woods” (National Gallery, Berlín)
- “Wooded River Landscape in the Alps” (The J. Paul Getty Museum, Los Angeles)